# Marc Wagemakers
Marc Wagemakers (* 7. Juni 1978 in Maaseik) ist ein belgischer Fußballspieler.

## Karriere
Seine Karriere begann bei Excelsior Ophoven-Geistingen, ehe er zum Zweitligisten Patro Eisden aus Maasmechelen in Limburg kam. Mit 22 Jahren wechselte er zum KVC Westerlo in die Erste Division. Mit dem KVC gewann Wagemakers in seiner ersten Saison 2000/01 den belgischen Pokal (Beker van België/Coupe de Belgique). In der folgenden spielte er daher mit Westerlo im UEFA-Pokal. Dort wurde der Abwehrspieler im Erstrunden-Rückspiel bei Hertha BSC eingesetzt, das Westerlo mit 0:1 verlor. Dadurch schied der Klub aus dem Wettbewerb aus. Von 2008 bis 2011 spielte er für VV St. Truiden und wechselte mit 2011/12 in die Niederlande zu Fortuna Sittard. Ein Jahr später ging er als Spielertrainer zum Amateurverein KFC Esperanza Pelt und nach der Saison weiter  zu Standard Elen. Hier spielt er bis heute noch in unregelmäßigen Abständen.

## Erfolge
- Belgischer Pokalsieger: 2001

## Privat
Marc Wagemakers hat an der Provinciale Hogeschool Limburg in Hasselt studiert und ist Sportlehrer. Seit dem 27. Dezember 2002 ist er mit seiner Frau Jeannick verheiratet.